# Edino Nazareth Filho
Edino Nazareth Filho, känd som Edinho, född 5 juni 1955 i Rio de Janeiro, är en brasiliansk före detta fotbollsspelare och tränare. Under sin spelarkarriär spelade Edinho som mittback för bland annat Fluminense och Udinese. Han var även med i Brasiliens landslag under VM 1978, VM 1982 samt VM 1986. Edinho deltog även i OS 1976, där Brasiliens kom fyra.

## Meriter

### Som spelare
- 1975 - Panamerikanska spelen - Brasilien
- 1975, 1976, 1980 - Campeonato Carioca - Fluminense
- 1987 - Campeonato Brasileiro - Flamengo
- 1989 - Campeonato Gaúcho, Copa do Brasil - Grêmio

### Som tränare
- 1991, 1993 - Taça Guanabara - Fluminense
- 1996 - Campeonato Baiano - Vitória
- 2002 - Campeonato Goiano, Copa Centro-Oeste - Goiás
- 2004 - Campeonato Brasileiro Série B - Brasiliense